# Jonsahemsgölen
Jonsahemsgölen är en sjö i Tranås kommun i Småland och ingår i Motala ströms huvudavrinningsområde.